# Pucioasa
Pucioasa is een stad in het district Dâmbovița, Muntenië, Roemenië.
De stad heeft ongeveer 15.000 inwoners en ligt op 350 meter hoogte.
Een deel van de mensen leeft van de toeristen.

## Afstand van steden
- Boekarest (100 km ZO)
- Pitești (90 km W)
- Ploiești (60 km ZO)
- Târgoviște (20 km Z)

## Stedenband
- Cartaxo (Portugal)